# Georges Lucien Boichard
Georges Lucien Boichard, né le 30 avril 1857 à Paris où il est mort le 3 mars 1929, est un peintre français.

## Biographie
Georges Lucien Boichard est le fils de Jean-Alcide-Henri Boichard, peintre, et d'Idalie Casaloz. Il a pour grand-père le peintre Henri-Joseph Boichard.
Élève de Léon Bonnat et de Jules Lefebvre, il expose au Salon à partir de 1880.
Il meurt à Paris à l'âge de 72 ans. Il est inhumé au cimetière du Montparnasse.